# Славко Кватерник
Славко Кватерник (хорв. Slavko Kvaternik, *25 серпня 1878 — 7 червня 1947) — хорватський військовий і політичний діяч, головнокомандувач Збройних сил Незалежної Держави Хорватія.  
Відзначився на військовій службі в Першій світовій війні, пізніше відомий як заступник провідника і один із засновників хорватського руху усташів у 1930-х рр., ставши згодом одним із керівників Незалежної Держави Хорватія протягом Другої світової війни.

## Життєпис

### Молоді роки
Кватерник народився 25 серпня 1878 року в Моравіце (відомому тоді як Коморске Моравіце) в  Королівстві Хорватія, що було складовою частиною  Австро-Угорщини.
Під час Першої світової війни Кватернік служив ад’ютантом фельд-маршала Светозара Бороєвича та був нагороджений Залізним Хрестом 1-го ступеня.
У 1918 р. він увійшов у новостворену Національну Раду словенців, хорватів і сербів, ставши начальником Генерального штабу армії. Наприкінці року Кватернік командував хорватськими військами під час успішних бойових дій  в області Меджимур’я проти угорських загарбників.

### Друга світова війна
Після вторгнення нацистської Німеччини в Королівство Югославія 6 квітня 1941 р. усташі утворили свій уряд на чолі з Анте Павеличем. Чотири дні потому Кватерник проголосив створення Незалежної Держави Хорватія та сформував перший уряд усташів. У той самий час, на прохання Кватерника Владко Мачек (керівник Хорватської селянської партії, який перед цим відмовився співробітничати з німцями, коли ті попросили його очолити новоутворену державу) закликав народ співпрацювати з новим режимом.
На той час Кватерник обіймав посаду головнокомандувача хорватських збройних сил. Ця посада йменувалася vojskovođa (маршал).  Збройні сили Незалежної Держави Хорватія було засновано 11 квітня. Він залишався на цій посаді до своєї відставки 4 січня 1943 р.
На службі Незалежній Державі Хорватія Кватерник удостоївся нагороди Хрестом 1-го ступеня Військового Ордену Залізного Трилисника. Ця нагорода надала йому титулу vitez (лицар), який іноді включається в його повне ім’я.

### Смерть
Після закінчення Другої світової війни Кватерник постав перед судом, де йому новою югославською владою було винесено смертний вирок за його злочини в часи режиму НДХ. Його було страчено в Загребі 7 червня 1947 р.

## Родина
Його дружиною була Ольга Франк, дочка радикального хорватського націоналістичного політика єврейського походження Йосипа Франка, який навернувся з юдаїзму в католицтво. Син Славка Кватерника та Ольги Франк Євген Дідо Кватерник був генералом в армії НДХ та членом партії усташів. Наприкінці серпня 1941 р. Ольга Франк скоїла самогубство, нібито через своє єврейське походження та роль, яку її чоловік, а особливо син відігравали в НДХ. Між тим, Славко виступав проти переслідувань прибічників ХСП і політики терору, яку проводив його син Євген, кого батько в одній з розмов з німецьким генералом Едмундом фон Горстенау назвав у духовному смислі не своїм, а Павеличевим сином.
Молодший брат Петар Мілутін Кватерник був начальником штабу дивізії «Сірожупанників» армії Української Держави та працівник штабу УГА у званні сотника.